# Audi 920
De Audi 920 is een personenauto uit de hogere middenklasse die van 1938 tot 1940 geproduceerd werd door het Duitse automerk Audi, als dochteronderneming van Auto-Union. De 920 was de opvolger van de Audi 225 en was leverbaar als vierdeurs sedan of tweedeurs cabriolet.

## Historiek
De Audi 920 was oorspronkelijk bedoeld om als kleiner Horch-model op de markt te komen, maar het management van Auto-Union besliste op de valreep om hem als Audi tussen de grote Horch- en de kleinere Wanderer-modellen te positioneren. Het chassis en de carrosserie van de Audi 920 kwamen overeen met de Wanderer W23. De zescilindermotor was gebaseerd op de achtcilindermotor uit de Horch 850.
Net als zijn voorganger werd de 920 geassembleerd in de Horch-fabriek van Auto-Union in Zwickau. Toen de productie vanwege de Tweede Wereldoorlog stopgezet werd, waren er van deze laatste vooroorlogse Audi tussen december 1938 en april 1940 in totaal 1281 exemplaren gebouwd, waarvan 795 cabrio's.
De Audi 920 was de laatste auto die de naam Audi droeg tot de komst van de Audi F103 in 1965, die de wederopstanding van het merk Audi betekende kort na de overname van Auto-Union door Volkswagen.

## Ontwerp
De Audi 920 werd aangedreven door een 3281 cc zes-in-lijnmotor met bovenliggende nokkenas. Deze viertaktmotor werd gevoed door een Solex registercarburateur en ontwikkelde een vermogen van 55 kW (75 pk), goed voor een topsnelheid van 130 km/u.
De wagen maakte gebruik van een ladderchassis, had een hydraulisch bediende voetrem en een volledige gesynchroniseerde vierversnellingsbak met een op de vloer gemonteerde schakelhendel. Via deze versnellingsbak werd het motorvermogen afgeleverd op de achterwielen, wat technologisch gezien een stap achteruit was ten opzichte van de innovatieve voorwielaandrijving van zijn voorganger.
De voorwielen waren afzonderlijk opgehangen aan dubbele draagarmen. Onder de onderste draagarm was een dwarse bladveer gemonteerd,  de bovenste draagarm was als hydraulische schokdemper ontworpen. Aan de achterzijde was een starre "zwevende as" gemonteerd met een hooggelegen dwarse bladveer.

## Fotogalerij

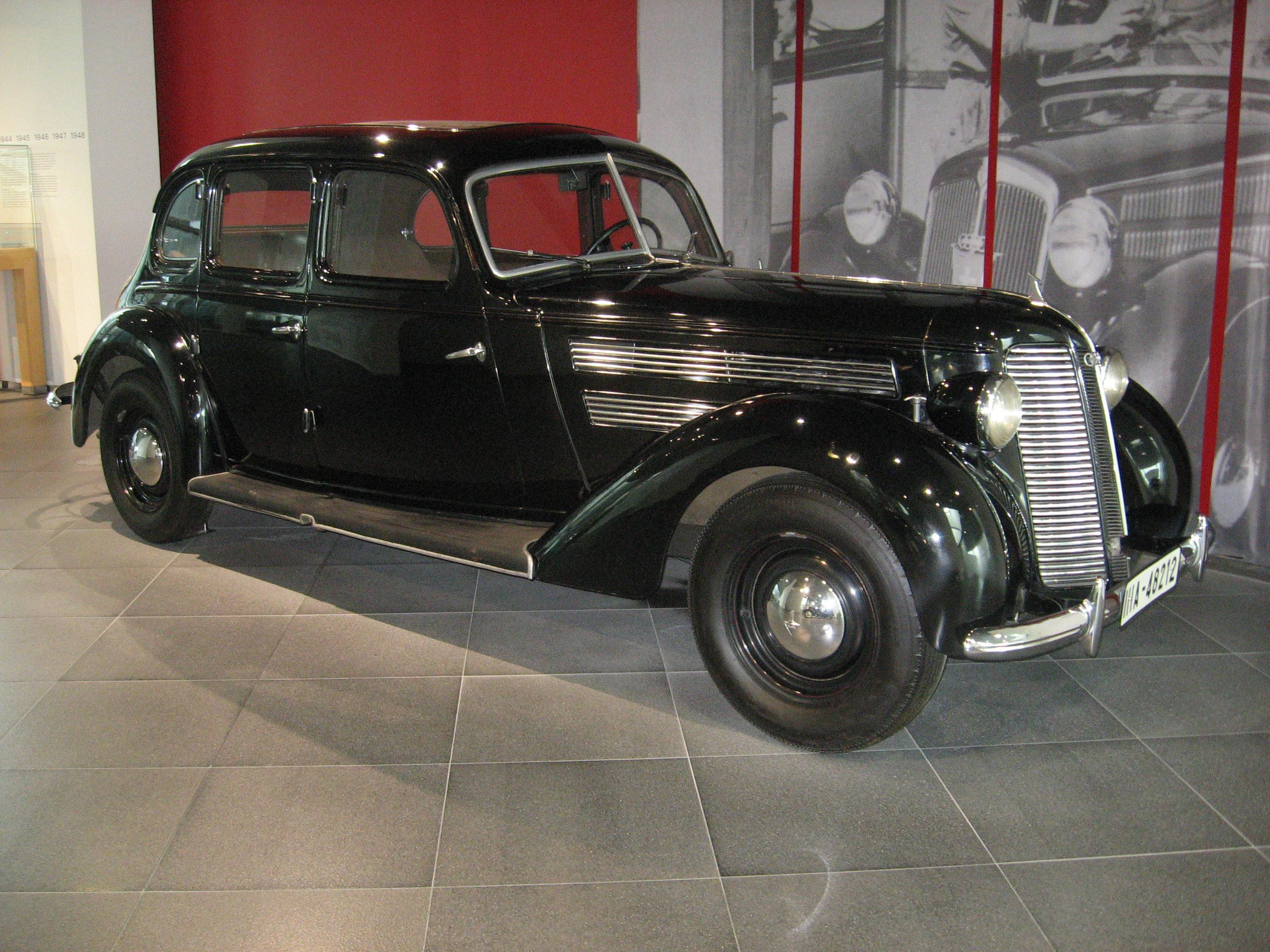
Audi 920 sedan
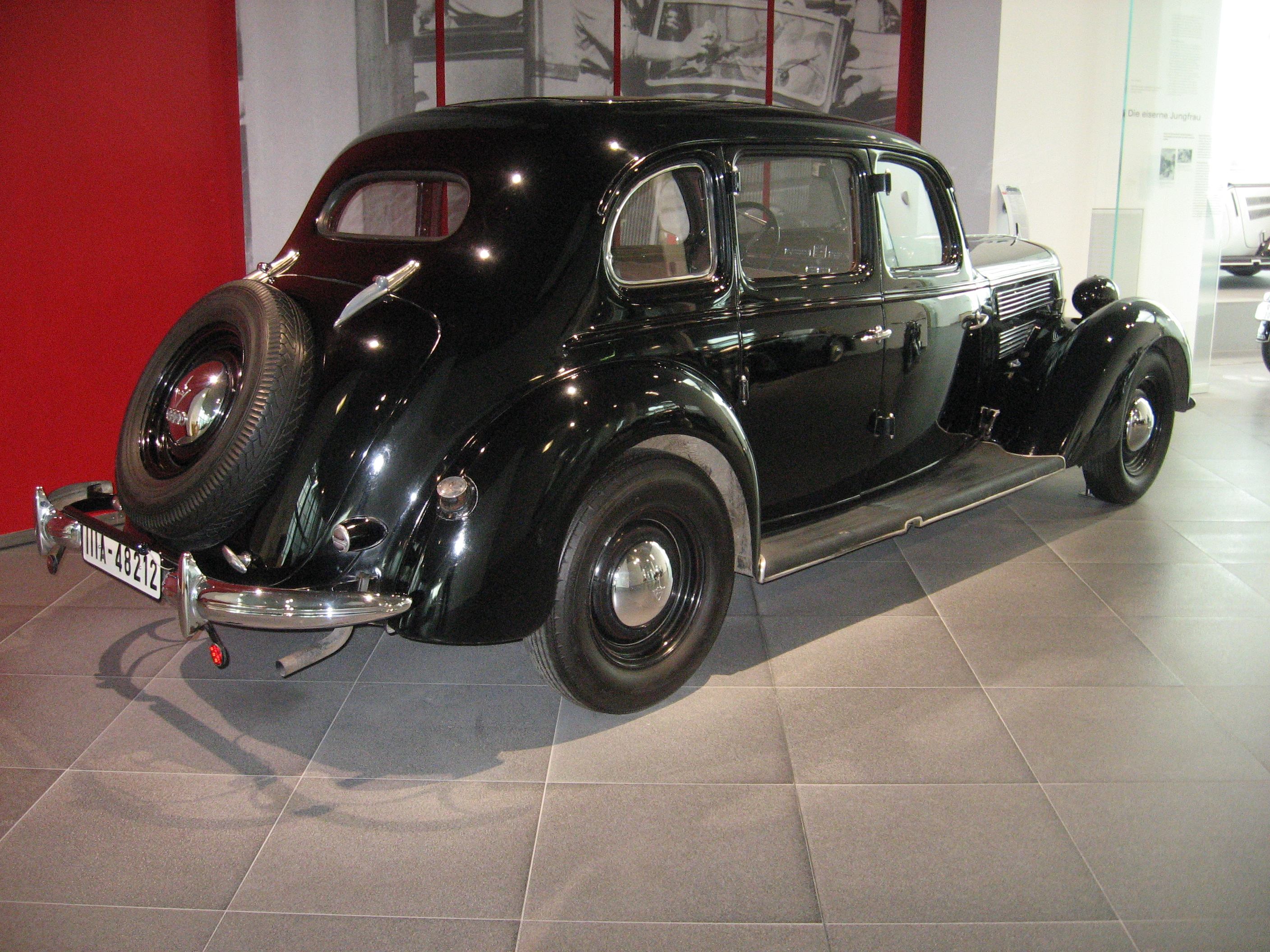
Audi 920 sedan, achteraanzicht
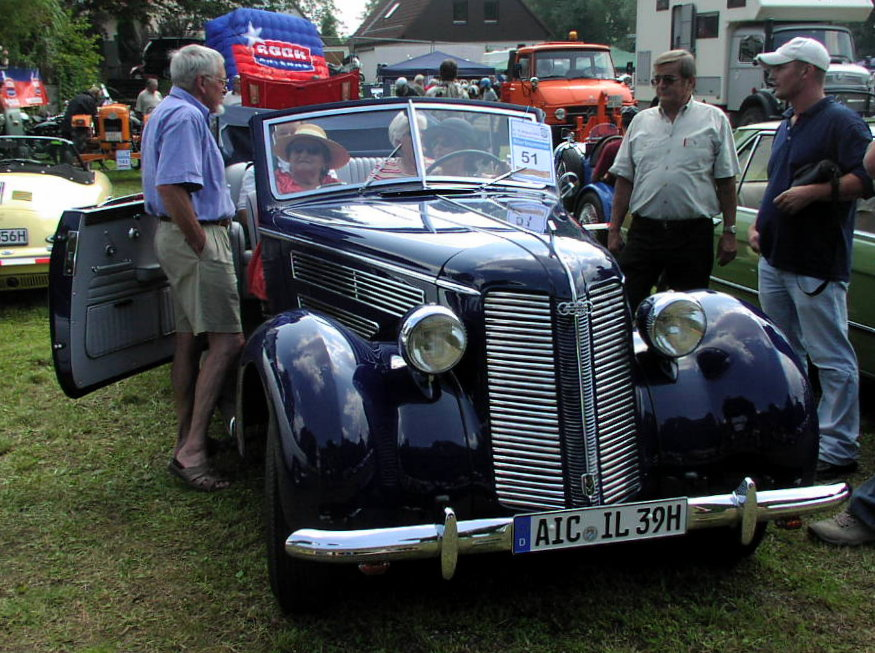
Audi 920 cabriolet
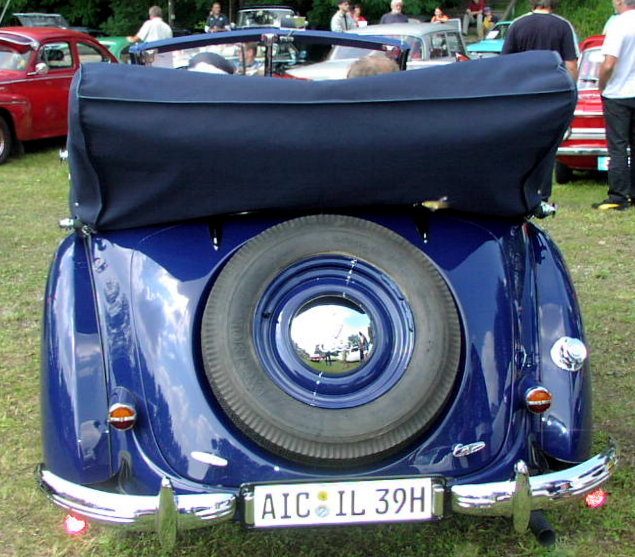
Audi 920 cabriolet, achteraanzicht
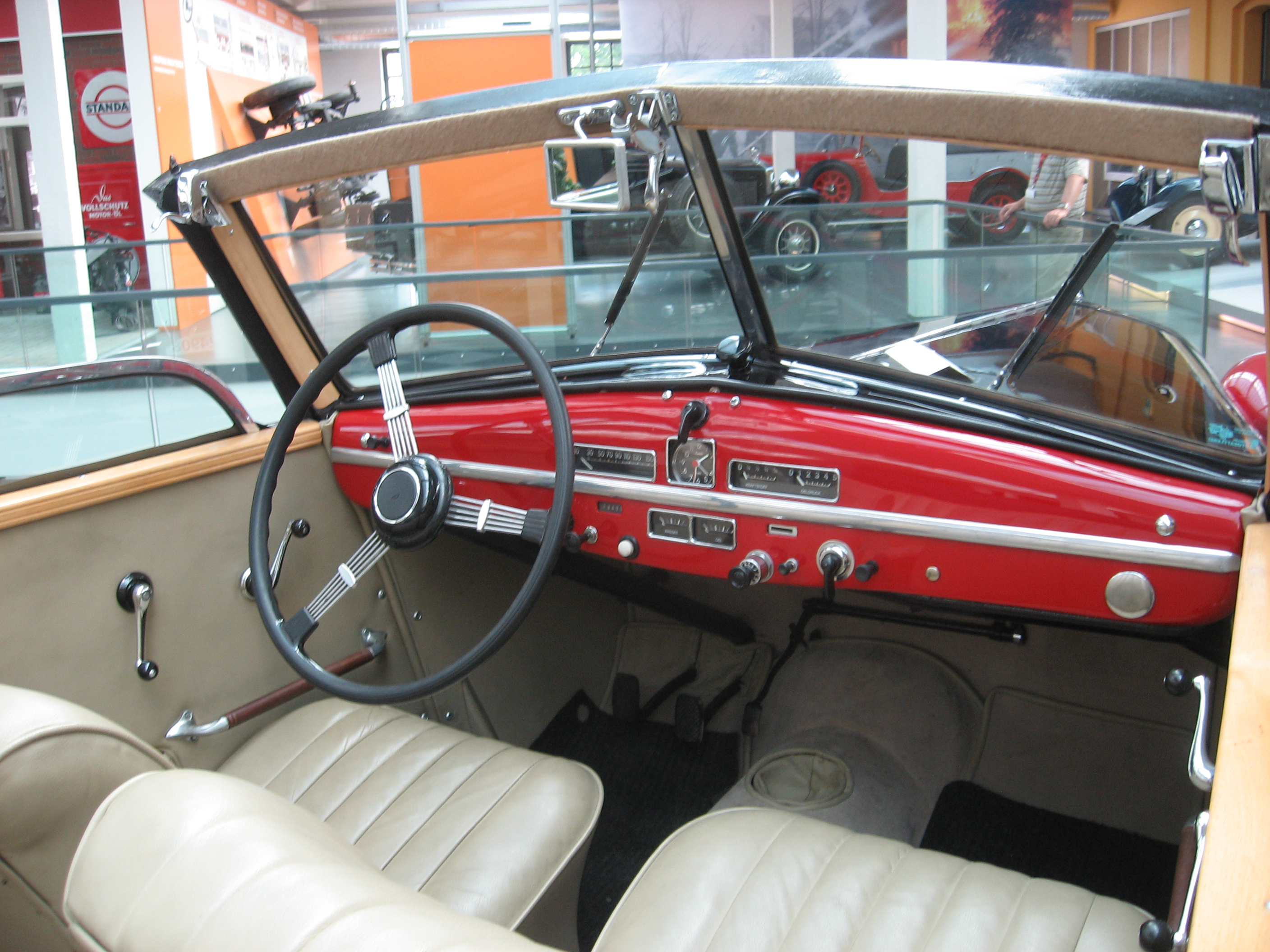
Audi 920 cabriolet, interieur

## Oost-Duitse opvolger
Vanwege de Tweede Wereldoorlog kon Auto-Union geen opvolger voor de 920 uitbrengen omdat na de oorlog een aantal productiefaciliteiten zich in Oost-Duitsland bevonden, dat deel ging uitmaken van het Oostblok. Met behulp van de Audi 920 productielijn creëerde het Oost-Duitse automerk Sachsenring GmbH in 1955 de Horch P240, die qua grootte vergelijkbaar was met de Audi 920.